# Daria de Martynoff
Pour les articles homonymes, voir Martynoff.
Daria de Martynoff, née le 1er avril 1947 à Bruxelles et morte le 21 avril 2024, est une auteure-compositrice-interprète, parolière, et metteure en scène française d'origine russe.

## Biographie

### Origines russes
Daria de Martynoff est d'origine russe par son père, Alexis de Martynoff (Karkov, 27 septembre 1907 – Bruxelles, 25 avril 1985), écrivain et fondateur de spéléo-secours en Belgique. Elle est née en Belgique, où son père était en exil à la suite de la révolution bolchévique. Devenue française, Daria de Martynoff reste très attachée à ses racines, en témoigne sa chanson Russie au fond de moi.

### Auteure-compositrice-interprète
À l'âge de 19 ans, Daria de Martynoff commence sa carrière d'auteure-compositrice-interprète et est notamment sélectionnée dans cette catégorie pour la demi-finale du grand prix de la chanson française de Bastogne en 1970. Grâce à Claude Étienne, qui offre une chance à des auteurs émergents dans son théâtre du Rideau de Bruxelles, elle chante, en 1976, aux Midis du rideau, puis dans plusieurs cabarets parisiens.
En 1979 (avec Philippe Lafontaine, Françoise Giret, Claude Maurane…), elle interprète certaines des chansons du spectacle musical d'Albert-André Lheureux, sur des textes et des chansons de Jacques Brel Brel en 80 chansons,. Le spectacle sera joué à Dakar et Bruxelles. 
Avec l'appui de Pascal Chardome, arrangeur et pianiste, Daria de Martynoff sort en 1981 un premier disque 33 tours Le seul courage que j'aie « à l'écriture délicate et voix feutrée ». Sous le pseudonyme de Claude Maurane, la chanteuse Maurane participe à cet album (co-composition de un des douze titres Je m'roule en Boule et chœurs du titre Je Bêle). L'album, malgré le manque de moyens financiers, rencontre un accueil favorable de la RTBF. Deux ans plus tard, elle présente son deuxième album composé avec Pascal Chardome Je suis Terrienne au Palais des beaux-arts de Bruxelles dont le titre phare Entre la menthe et les orties fera l'objet d'un clip dans l'émission de la RTBF Palmarès. Cet album est suivi par une tournée des cabarets français. Daria de Martynoff retrouve la scène à partir de 1996 et chante dans un nouvel album Histoire d'A... (1998) qui reste confidentiel.  Elle y est accompagnée de Pierrot Debiesme (guitare), Gauthier Lisein (percussions) et Jean-Louis Rassinfosse (contrebasse). Certains des titres y sont interprétés en duo : Georges Moustaki (My good friend), Artango (Fabrice Ravel-Chapuis et Jacques Trupin) (Trouble), Sarah de Martynoff (Russie au fond de moi). 
Depuis 2002, Daria de Martynoff est accompagnée par le guitariste de jazz Fabien Degryse.
Le 4e album, réalisé avec la participation et l'aide de la chanteuse Maurane, Tribu humaine sort en 2006. Le titre Lundis confits est un duo avec Maurane et Toi l’autre avec Claude Semal, alors que Pascal Chardome apporte toujours sa touche musicale.  Cet album correspond au retour sur scène de Daria de Martynoff  qui donne plusieurs concerts en Belgique (Uccle, Bruxelles) au cours de l'année 2006.
Le titre Mon drôle de p’tit royaume aurait dû figurer sur l'album encore en préparation lors du décès Daria de Martynoff.

### Parolière, metteure en scène et auteure, les années Maurane
En 1983, l'artiste met temporairement sa propre carrière entre parenthèses et décide de travailler pour les autres musiciens et chanteurs. Elle produit ainsi une centaine de spectacles. Depuis les paroles de son premier single J'me roule en boule, Daria de Martynoff écrit de nombreux textes pour Maurane (Bleue, Du mal, Imagination, Mentir, Modus vivendi, Pas gaie la pagaille, Quand l'humain danse, Quand tu dors, Où es-tu ?, Touche par touche, Tout pour un seul homme),. Cette dernière lui confie également ses mises en scène. Elle écrit pour des chanteurs inconnus ou connus, tels Sacha Distel Charme (1995), Georges Moustaki Loup blanc (1997), Jane Birkin Trouble (1999), Elias La dernière chanson , Sandrine François Les cent pas. 
Daria de Martynoff a deux enfants, un fils, Alexandre et une fille, Sarah de Martynoff, également chanteuse. Assistée de sa fille, elle met en scène plusieurs spectacles dans lesquels Maurane chante : 
- à l'Olympia (2001) [22],
- lors de la Fête de la Région wallonne (2002) dans Bach au féminin[23] avec Marie Gillain, le pianiste Arnould Massart et la violoniste Marie Hallynck[22],
- au Casino de Paris (octobre 2003), au Cirque Royal de Bruxelles (décembre 2003) et pour la tournée de ce spectacle (2004) L'heureux tour dans différentes villes de France et Belgique,
- lors du 1er festival Muzik'elles de Meaux (2005), avec Véronique Sanson, Olivia Ruiz, Julie Zenatti, Richard Bona...
- le festival Nuits de Champagne (2004), avec Maurane, Michel Fugain et Daniel Lavoie
- au Cirque royal de Bruxelles (2008) pour le spectacle La vie en rouge

Depuis, elle réalise des mises en scène moins lourdes pour des artistes émergents : Théa et les Mugs (2013), Sandra Liradelfo (2014), Besac-Arthur (2014), Sarah de Martynoff (2015).
En 1999, Daria de Martynoff crée un jeu Le jeu de l'intimité composé de questions portant sur la spiritualité, la sexualité, le rapport à l'autre et à soi. Elle propose à Maurane d'y jouer dans l'idée d'en écrire un livre. Le livre de Daria de Martynoff Maurane au jeu de l'intimité est publié en 2019,,.
En 2023, Daria de Martynoff écrit les paroles d'un titre La fête (musique de Evert Verhees) de l'album du chanteur néerlandophone Peter Vanlaet (groupe Mama's Jasje).
En 2024, elle prévoyait la publication d'un nouvel ouvrage : Je n’ai pas appris à laver le cul des casseroles, mais meurt en avril 2024, avant sa sortie.

### Professeure de chant
Daria de Martynoff  fonde, dès 1983, un cours d'interprétation de la chanson francophone et continue depuis lors dans cette voie. Elle organise des stages Le plaisir de chanter consistant en cours de théâtre en chanson de groupes ou particuliers dans les conditions réelles de spectacles qui intègrent exercices vocaux, mise en scène, coaching. De cette longue expérience des cours, Daria de Martynoff crée une méthode axée sur la créativité à laquelle elle forme des professeurs. Elle anime également des ateliers d'écriture (chanson, poésie, slam). 

## Publication
- Daria de Martynoff, Maurane au jeu de l'intimité, Editions Luc Pire, 2019, 160 p. (ISBN 978-2-87542-186-9 et 2-87542-186-7)